# Hair Raiser
Hair Raiser sont des montagnes russes sans sol parc Ocean Park Hong Kong, situé sur l'Île de Hong Kong, en Chine. Elles ont été construites par Bolliger & Mabillard et ont ouvert le 8 décembre 2011.

## Parcours
Le parcours de Hair Raiser fait quatre inversions : un looping vertical, un looping plongeant, un zero-G roll et un Immelmann.